# Ophiogomphus occidentis
Ophiogomphus occidentis is een libellensoort uit de familie van de rombouten (Gomphidae), onderorde echte libellen (Anisoptera).
De soort staat op de Rode Lijst van de IUCN als niet bedreigd, beoordelingsjaar 2007, de trend van de populatie is volgens de IUCN stabiel.
De wetenschappelijke naam van de soort werd voor het eerst geldig gepubliceerd in 1885 door Hagen.